# Ocyceros birostris
Ocyceros birostris este o pasăre rinocer comună întâlnită în Subcontinentul Indian. Este predominant arboricolă și este de obicei văzută în perechi. Are penaj gri pe tot corpul, cu burta gri deschis sau alb murdar. Cornul este negru sau gri închis, iar casca se întinde până la punctul de curbură al cornului. Este una dintre puținele specii de păsări rinocer întâlnite în zonele urbane din multe orașe, unde au posibilitatea de a folosi copacii mari de pe bulevarde.

## Descriere

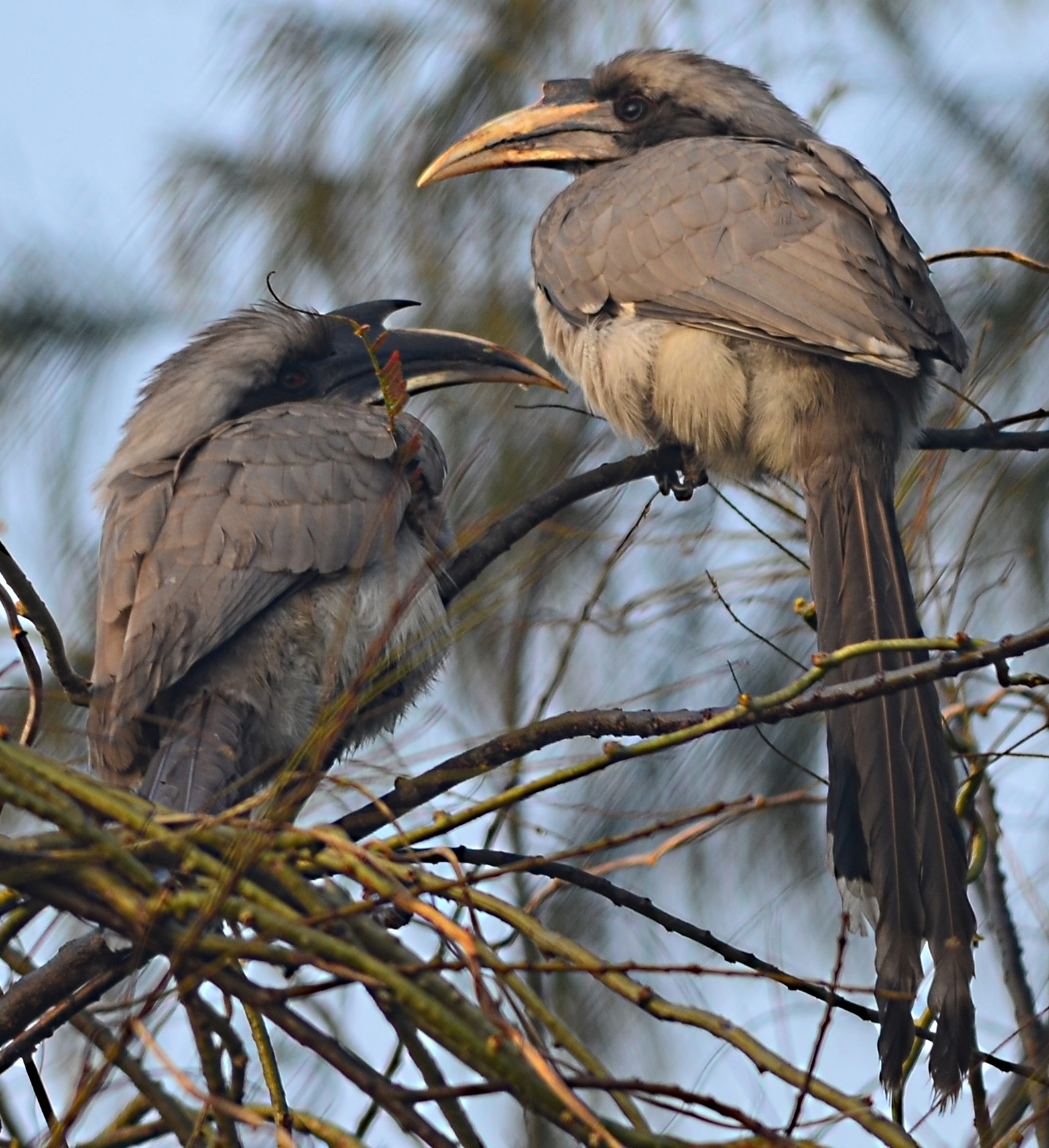
O pereche de păsări rinocer (femela în dreapta, masculul în stânga) în, Punjab

Această specie este o pasăre rinocer de dimensiuni medii, măsurând în jur 61 de centimetri în lungime. Părțile superioare sunt maro-gri și există o ușoară supercilie mai deschisă la culoare. Penele care acoperă urechea sunt mai întunecate. Penele de zbor ale aripilor sunt maro închis, cu vârful albicios. Coada are vârful alb și o bandă subterminală întunecată. Păsările au irisul roșu, iar pleoapele au gene. Casca este scurtă și ascuțită.
Masculul are casca mai mare, situată pe ciocul închis la culoare, iar ciocul este gălbui. Pielea goală din jurul ochiului este întunecată la mascul, dar uneori ușor roșiatică la femele. Femela are ciocul mai gălbui, cu negru pe jumătatea bazală și pe cască. Juvenilii nu au cască, iar pielea goală din jurul ochiului are o culoare portocaliu murdar.

## Răspândire
Specia este întâlnită în principal pe câmpii până la aproximativ 610 metri altitudine. Se găsește de la poalele Munților Himalaya înspre sud, delimitată la vest de sistemul indus și la est de Delta Gangelui. Se poate deplasa local în regiunea vestică mai uscată. Poate fi întâlnită chiar și în orașele care au copaci vechi. Specia a fost observată, de obicei în perechi, în orașul Dharamsala (Himachal Pradesh) la aproximativ 1500 până la 1600 metri altitudine în timpul verii și în sezonul ploios (mai-septembrie 2017). Arealul său nu se suprapune mult cu cel al Ocyceros griseus din Gații de Vest.

## Comportament și ccologie
Strigătul este un apel scârțâit oarecum ca cel al unei găi negre. Zborul este greoi și implică bătăi din aripi intercalate cu planări. Indivizii sunt de obicei observați în perechi sau grupuri mici.
Sezonul de cuibărit durează din aprilie până în iunie, iar numărul de ouă variază de la unu la cinci. Ouăle albe sunt foarte simetrice. Păsările cuibăiresc, de obicei, în scorburi în copaci înalți. O scorbură existentă poate fi adâncită pentru a se potrivi nevoilor. Femela intră în cuibul gol și sigilează gura cuibului, lăsând doar o mică fantă verticală prin care masculul o hrănește. Intrarea în cuib este sigilată de femelă folosind excremente și pelete de noroi furnizate de mascul. În timp ce stă în interiorul cuibului, femela năpârlește pene de zbor și clocește ouăle. Regenerarea penelor femelei coincide cu ajungerea la maturitate a puilor, moment în care cuibul este deschis.
Un studiu al unui cuib aproape de Mumbai a remarcat faptul că pomii fructiferi cheie din care s-au hrănit păsările rinocer au fost Streblus asper⁠(d), Cansjera rheedii, Carissa carandas⁠(d), Grewia tiliaefolia, Lannea coromandelica⁠(d), Ficus spp., Sterculia urens⁠(d) și Securinega leucopyrus. Acestea consumă și moluște, scorpioni, insecte, reptile și păsări mici (acestea au fost observate omorând și, eventual, consumând pui de Psittacula krameri⁠(d)) în dieta lor. Se hrănesc cu fructe ale Thevetia peruviana⁠(d), despre care se știe că sunt toxice pentru multe vertebrate.
Specia este aproape complet arboricolă, dar uneori, foarte rar, coboară la sol pentru a consuma fructe căzute, pentru a face baie de praf sau pentru a lua pelete de noroi pentru a sigila cavitatea cuibului în timpul perioadei de cuibărit. Păsările par să ia parte în diverse activități sociale, precum apucarea ciocurilor și turniruri aeriene.

## Galerie

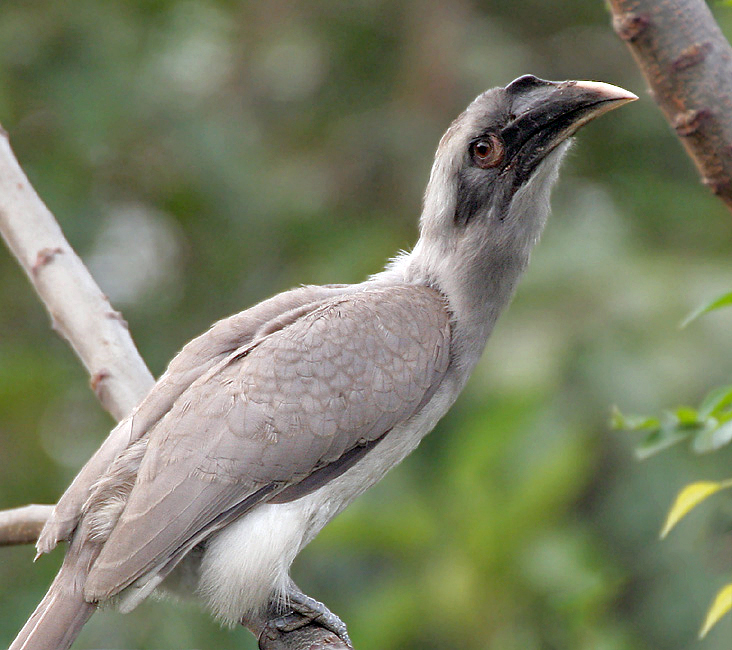
Un individ cu o cască mai scurt, posibil juvenil sau femelă
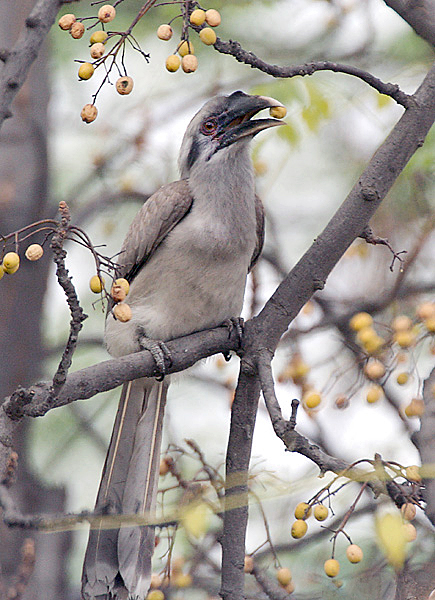
În Uttarakhand, India
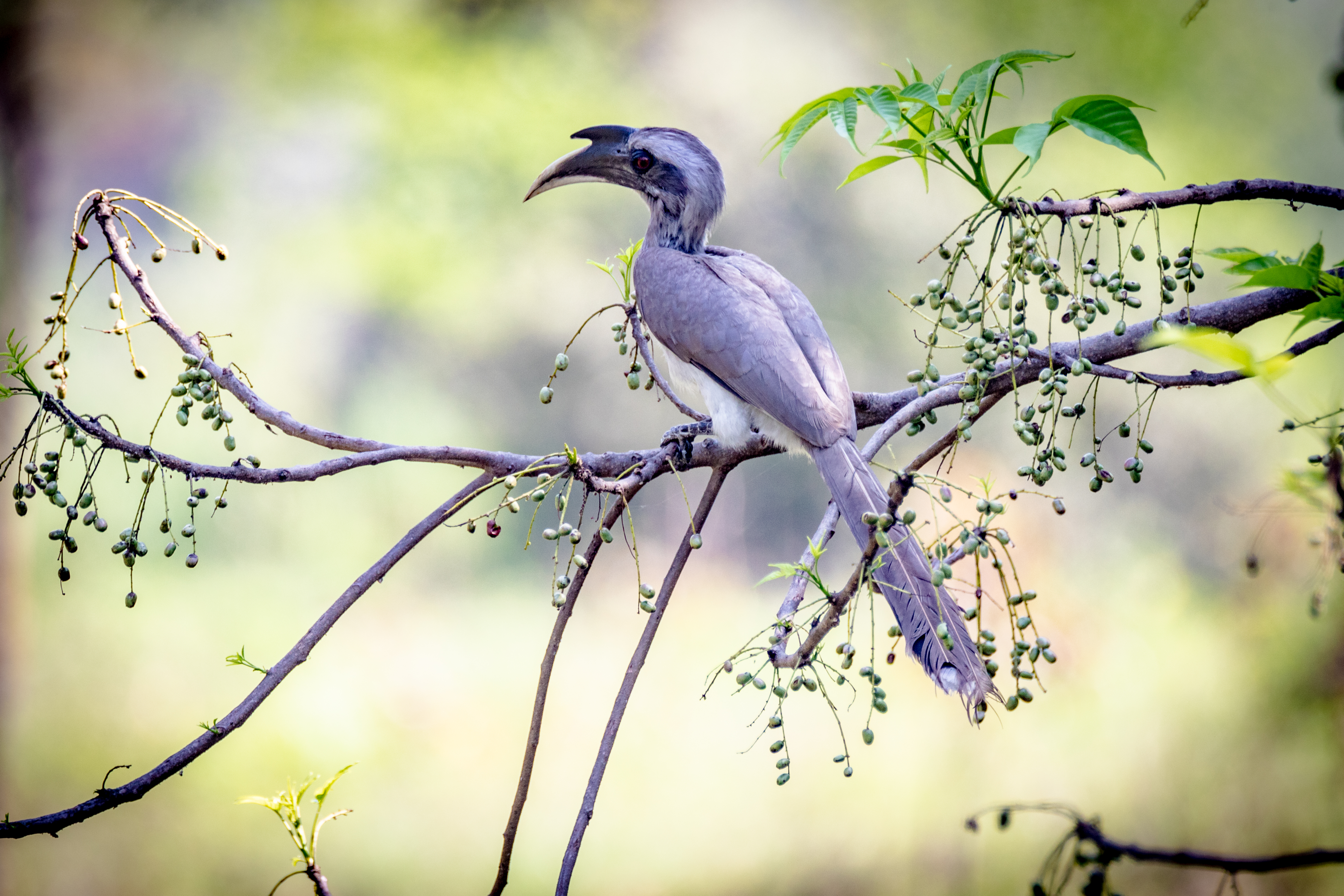
În Janakpur⁠(d), Nepal.